# 三卿口制瓷作坊
三卿口制瓷作坊位于中国浙江省江山市峡口镇南部5千米处的三卿口瓷窑村，地处群山环抱的一个小盆地中。三卿口制瓷作坊是中国传统家庭式手工作坊的“活化石”，对研究中国陶瓷史有重要价值，于2005年被列为第五批浙江省文物保护单位，2006年被列为第六批全国重点文物保护单位。
三卿口是以陶瓷制作为主的手工业村，居民多为黄姓。据《须江黄氏宗谱》载，黄氏先祖于清乾隆年间到此开窑创业，因此地有高岭土矿可提供原料、山溪可建水碓提供动力、附近山地可提供烧窑所需的大量木柴，同时位于仙霞古道旁有利于销售。在窑村内，与生产生活有关的建筑设施如水碓、作坊、瓷窑、窑公庙以及住宅、宗祠大都保持完好，为国内罕见。1949年前修建的瓷窑共有三处，最老的窑位于黄氏宗祠东侧。大约在1920年代，因黄氏两房不和，各建新窑，老窑遂废弃不用。1956年实行合作化，成立“江山县三卿口瓷器生产合作社”（俗称碗厂），1958年建新窑。1962年又新建“大龙窑”，有窑膛27间，总长35米，一次能出2万多件陶瓷。1997年碗厂停产。